# سعید-کورزیا
سعید-کورزیا (انگلیسی: Sait-Kurzya) یک شهرک در شهرستان بورایفسکی باشقیرستان کشور روسیه است.